# Finale della Coppa dei Campioni 1955-1956
La finale della prima edizione della Coppa dei Campioni si giocò il 13 giugno 1956 a Parigi, più precisamente allo stadio Parco dei Principi, dove si sfidarono gli spagnoli del Real Madrid e i francesi dello Stade de Reims. Davanti ad un pubblico di oltre 38.000 spettatori, la partita fu vinta dagli spagnoli per 4-3.

## Il cammino verso la finale
Partecipandovi soltanto sedici squadre, il torneo fu strutturato con un'unica fase ad eliminazione diretta, con gare di andata e di ritorno. Il Real Madrid giocò il primo turno contro gli svizzeri del Servette, sconfiggendoli agevolmente con un punteggio complessivo di 7-0; successivamente eliminò il Partizan Belgrado (vittoria 4-0 in casa e clamorosa sconfitta per 3-0 in trasferta, che non compromise però il passaggio del turno), in semifinale fu la volta del Milan, sconfitto dopo una combattutissima doppia sfida,  conclusasi complessivamente con il punteggio di 5-4 per gli spagnoli.
Lo Stade de Reims eliminò invece agli ottavi di finale i danesi dell'AGF Aarhus; ai quarti sconfisse, dopo due rocambolesche e spettacolari partite (4-2 all'andata e 4-4 al ritorno), i magiari del Budapesti Vörös Lobogó e in semifinale eliminò agevolmente l'Hibernian, con il punteggio complessivo di 3-0.

## Le due squadre

### Real Madrid
Il Real, che nella stagione 1955-1956 aveva disputato un deludente (almeno per le aspettative) campionato, chiudendo al terzo posto con dieci punti di distacco dall'Athletic Bilbao, in questa finale scese in campo con quella che, per tutta la stagione, era stata la formazione tipo, capitanata dal centrocampista difensivo Miguel Muñoz. Indiscutibilmente, la stella dei madrileni in quegli anni era l'argentino, con cittadinanza spagnola, Alfredo di Stéfano, autore di ben 24 gol nel corso di quella stagione. Egli condivideva, in una squadra abbastanza offensiva per l'epoca, il reparto d'attacco con Francisco Gento e Héctor Rial. A centrocampo giocavano il capitano Muñoz e José María Zárraga, che rientrava da poco in quell'anno da un grave infortunio subito durante la stagione precedente. In difesa invece giocarono questa finale gli spagnoli Atienza, Lesmes e Marquitos, mentre i pali erano affidati all'esperienza di Juan Alonso.

### Stade de Reims
Certamente più deludente di quello degli spagnoli fu il campionato dei francesi, che chiusero la Division 1 al decimo posto con 34 punti. La squadra, allenata da Albert Batteux puntava molto sul prolifico attaccante René Bliard (19 centri stagionali) e poteva vantare la presenza di una grande stella del calcio francese quale Raymond Kopa. Da notare che in quella squadra, a centrocampo, giocava anche Michel Hidalgo, che poi diverrà a cavallo tra gli anni settanta e ottanta il c.t. della grande Francia di Platini, campione d'Europa nel 1984.

## La partita
L'incontro era atteso da molti soprattutto per il grande duello tra di Stéfano e Kopa, due tra i migliori calciatori in assoluto dell'epoca. Ma non fu solamente uno scontro tra questi due campioni, la partita fu spettacolare e molto equilibrata: i francesi partirono benissimo e andarono subito in vantaggio con un gol al 6' di Michel Leblond, solo quattro minuti dopo Bliard con un lancio dalla trequarti trovò in aria Templin che superò il portiere avversario e insaccò la rete del 2-0. Non tardò ad arrivare la risposta dei blancos: buon filtrante in area per di Stéfano che a tu per tu con Jacquet non sbaglia e riapre l'incontro. Gli spagnoli iniziano ad attaccare con insistenza e trovano alla mezz'ora il gol del pareggio: segna Rial. Si va al riposo sul punteggio di 2-2.
La ripresa inizia con il ritrovato vantaggio da parte dei francesi, rete di Hidalgo che devia in porta benissimo un insidioso cross. Pochi minuti dopo arriva però il nuovo pareggio del Real, che trova il gol dopo una serie di rimpalli in area grazie al difensore Marquitos. Al minuto 79, poi, ci pensa ancora Rial a battere il portiere avversario e a portare in vantaggio gli spagnoli: 4-3. Con questo risultato si chiuderà l'incontro.

## Tabellino
| Arbitro: | Arthur Edward Ellis |

|                                            |           |                                    |
| Di Stéfano 14’ Rial 30’, 79’ Marquitos 67’ | Marcatori | 6’ Leblond 10’ Templin 62’ Hidalgo |

| Real Madrid | Stade de Reims |

| Real Madrid              |    |                      |  |
|                          |    |                      |  |
| P                        | 1  | Juan Alonso Adelarpe |  |
| D                        | 2  | Ángel Atienza        |  |
| D                        | 3  | Marquitos            |  |
| D                        | 4  | Rafael Lesmes        |  |
| C                        | 5  | Miguel Muñoz         |  |
| C                        | 6  | José María Zárraga   |  |
| A                        | 7  | Joseíto              |  |
| C                        | 8  | Ramón Marsal         |  |
| A                        | 9  | Alfredo Di Stéfano   |  |
| C                        | 10 | Héctor Rial          |  |
| A                        | 11 | Francisco Gento      |  |
| Allenatore:              |    |                      |  |
| José Villalonga Llorente |    |                      |  |

| Stade Reims    |    |                |
|                |    |                |
| P              | 1  | René Jacquet   |
| D              | 2  | Simon Zimny    |
| D              | 3  | Robert Jonquet |
| D              | 4  | Raoul Giraudo  |
| C              | 5  | Michel Leblond |
| C              | 6  | Robert Siatka  |
| A              | 7  | Michel Hidalgo |
| C              | 8  | Léon Glowacki  |
| A              | 9  | Raymond Kopa   |
| C              | 10 | René Bliard    |
| A              | 11 | Jean Templin   |
| Allenatore:    |    |                |
| Albert Batteux |    |                |